# Elecciones provinciales de Jujuy de 1966
Las elecciones generales de la provincia de Jujuy de 1966 tuvieron lugar el domingo 30 de enero del mencionado año con el objetivo de normalizar las instituciones provinciales luego de que la intervención federal realizada por el gobierno del presidente Arturo Umberto Illia en 1964. Los motivos de la intervención radicaban en la escasa legitimidad del gobernador Horacio Guzmán, puesto que debido a la proscripción del peronismo de la vida política argentina desde 1955, más del 55% de los votantes emitió votos blancos o anulados, dando a Guzmán tan solo una segunda minoría del 17%. Tras la intervención, en 1966, en el marco de la política liberalizadora realizada por Illia, que incluía el retorno parcial del peronismo, se convocó a elecciones para restaurar la constitucionalidad de la provincia. Tuvieron lugar el mismo año que las elecciones provinciales de Mendoza, siendo las penúltimas elecciones que se realizarían en el período de proscripción del peronismo, y las últimas donde los cargos electos llegaron a asumir.
Triunfó y fue elegido el peronista José Humberto Martiarena, presentado bajo la bandera del neoperonista Partido Blanco de los Trabajadores (PBT), con el 52.36% de los votos contra el 18.19% de la Unión Cívica Radical del Pueblo y solo un 13.85% del exgobernador Guzmán, que abandonó el radicalismo para fundar el Movimiento Popular Jujeño (MPJ). El Partido Justicialista (PJ) y el Partido Tres Banderas (PTB), retiraron a sus candidatos días antes de los comicios y en la práctica desde entonces apoyaron a Martiarena, generando una sumatoria peronista de 58.47%. La participación fue ligeramente inferior a la de los anteriores comicios, un 80.13%.
Martiarena asumió el cargo el 14 de febrero. Sin embargo, no llegó a completar el mandato constitucional y solo duró como gobernador unos pocos meses, pues el 28 de junio de 1966 se produjo un golpe de Estado dirigido por Juan Carlos Onganía, que instauraría la dictadura militar conocida como Revolución Argentina.

## Resultados

### Gobernador y Vicegobernador
|  | 52.36 % |

|  | 4.71 % |

|  | 1.40 % |

|  | 58.47 % |

|  | 18.19 % |

|  | 13.85 % |

|  | 4.79 % |

|  | 1.12 % |

|  | 0.95 % |

|  | 0.32 % |

|  | 0.24 % |

|  | 0.01 % |

|  | 97.98 % |

|  | 1.26 % |

|  | 0.73 % |

|  | 0.03 % |

|  | 100.00 % |

|  | 80.13 % |